# 林利勇
林 利勇（はやし としお、1908年（明治41年）10月8日 - 2004年（平成16年）9月18日）は、日本の実業家、（株）ヒューテックノオリン（本社・東京、旧（株）農林協同倉庫）創業者。戦中から戦後にかけ農業団体一筋に精励、戦後は倉庫業を興し冷凍装備のトラック輸送、百貨店の共同配送等、業界の先駆的役割を果たした。

## 経歴
1908年（明治41年）、長野県上水内郡三輪村（現・長野市）にて竹田磯太郎、つやの次男として誕生。三輪尋常高等小学校、東部農学校を経て、1925年（大正14年）同県信用組合連合会に就職。1928年（昭和3年）、20歳で徴兵検査を受け第1乙種合格するも、戦時下召集令状は届かず、軍隊経験は幸いにしてなかった。同県信連長野本所在籍の1934年（昭和9年）、産業組合長から勧められ同じ職場の林とき子と結婚、林家の婿養子となる。26歳の春であった。
昭和12、3年ころ昭和恐慌の後遺症から地方庶民金融への融資金が焦げ付き、その回収に尽力。1942年（昭和17年）、信連、購連（購買組合連合会）、販連（販売組合連合会）が合併して企画室長に就任、翌年監査課長に命じられた。戦局激化の1944年（昭和19年）上京し全国農業経済会に入り施設課長に就き、農林生産物資の集荷供出や、資材・生活物資の配給に携わり、戦時経済に寄与することになる。その後戦時農業団、全国農業会に勤務するも敗戦。
戦後は、1954年（昭和29年）まで農業会の清算事務に当たる一方、1953年（昭和28年）全販連（全国販売農業協同組合連合会）との伝でその倉庫部門を引き受け㈱農林協同倉庫を設立、取締役社長としてスタートした矢先、その全販連役員の強い要請で翌年から全国農協会館の管理委員会事務局長に就任、新農協会館（大手町）の建設等に奔走、1965年（昭和40年）に漸く“二足の草鞋”を脱いだ。
両国で新聞用紙や雑誌用紙の保管から始まった事業は、1954年（昭和29年）雪印乳業との取引により神田倉庫での育児粉乳の保管、1956年（昭和31年）には丸井加工の苗代用温床紙の保管、さらに1962年（昭和37年）には畜産振興事業団の指定倉庫になるなど信用と業績は飛躍的に拡大。折からのモータリゼーションで陸運の主役は鉄道から自動車に取って代わり、1963年（昭和38年）東京地区一般貨物運送事業の免許を取得、保管・運送の一本化を進めるとともに、千葉市に倉庫を新設して千葉支店を開設、東京・千葉両地区で倉庫業に加えて倉出し倉入れのトラック運送業も行い、一貫体制の整備に努めた。
その後、千葉そごう、西武・東武各船橋店、ニチロ、日本酸素、菱食等取引先の増加、百貨店共同配送、冷凍食品の配送等業容拡大に伴い支店網を拡張、1982年（昭和57年）には仙台にも進出、関東・東北に冷凍食品の物流網の完成をみた。
1985年（昭和60年）社長の座を長男に譲り代表権のある会長になり、1990年（平成2年）会長を退いて相談役に就任、後進の指導に当たる。1992年（平成4年）同社は現在の（株）ヒューテックノオリンと社名を変更。80代にしてゴルフに興じるなど頑健な身体で、明治人の気骨を体現したが、1995年（平成7年）胆嚢炎を患い入院、退院を果たすものの、病床に親しみ2004年（平成16年）9月不帰の人となった。何よりも部下を信頼し、部下から信頼されるように心掛け、“オープン・ドア・システム”を信条とした。享年96。墓は康楽寺（長野市）にある。戒名は勤修院釋利行勇徹居士。

## 賞状
- 全国倉庫業協同組合理事長功労賞（1967年）
- 同賞（1977年）
- 運輸省海運局海事功労賞（1979年）
- 運輸大臣表彰（倉庫関係事業振興による功績、1988年）

## 参考書籍
- 『みちのり・わが人生の思い出の記』（日本制作社）
- 『現代物故者事典 2003-2005』日外アソシエーツ